# Radaranlage Marienfelde
Die Radaranlage Marienfelde, militärisch USAFSS/ESC Station Marienfelde und im Berliner Volksmund „Amiberg“ genannt, war eine zwischen 1962 und 1965 errichtete Abhörstation des Nachrichtendienstes der United States Air Force (US Air Force Security Service, USAFSS; ab 1979: Electronic Security Command, ESC) am Berliner Stadtrand im Ortsteil Marienfelde.
Die Station befand sich auf einem 13 Hektar großen Gelände auf einem Trümmerberg am Diedersdorfer Weg, der heute Schlehenberg genannt wird. Offizielle Aufgabe der Station war, ähnlich der Anlage auf dem Teufelsberg, die „Sicherung des Flugverkehrs und die ‚Erkundung von atmosphärischen Phänomenen‘“. Betrieben wurde die Anlage von der 6912th Electronic Security Group (690th Electronic Security Wing) der US Air Force und einer Einheit der britischen Royal Air Force. Durch die langjährige Spionagetätigkeit von Jeffrey Carney, einem Soldaten der 6912th Electronic Security Group, für das Ministerium für Staatssicherheit der DDR, wurde nach der politischen Wende bekannt, dass in der Anlage auch elektronische Kriegsführung betrieben wurde.
Am 18. September 1991 wurde die Anlage feierlich geschlossen und geräumt. Die Gebäude wurden Ende 1996 abgerissen. Um das Jahr 2000 wurde der Berg renaturiert und dient heute unter dem Namen Radarberg Diedersdorfer Weg als öffentlich gewidmete und geschützte Grünanlage mit einer Fläche von 4,71 Hektar. Die Naherholungsfläche steht im direkten Zusammenhang mit dem Freizeitpark Marienfelde auf der gegenüberliegenden Straßenseite des Diedersdorfer Weges.

## Belege
1. ↑  USAFSS/ESC Station Marienfelde. In: guardbattalion.de.
2. 1 2  Michael Grube: Geheimdienst-Horchposten in Berlin: USAFSS/ESC Station – Marienfelde. In: geschichtsspuren.de, Interessengemeinschaft für historische Militär-, Industrie- und Verkehrsbauten, Michael und Christel Grube, abgerufen am 16. Dezember 2018.
3. ↑  Intelligence site of Marienfelde. (Memento vom 30. Juli 2012 im Webarchiv archive.today) In: berlin-brigade.de.
4. ↑  US-Radaranlage wird bis Jahresende abgerissen. In: Berliner Zeitung, 6. November 1996.

Koordinaten: 52° 24′ 23,2″ N, 13° 21′ 37,5″ O